# ارويد

## ارويد
ارويد (المعروف أيضًا باسم مركز ارويد) منظمة تعليمية غير ربحية توفر معلومات حول النباتات والمواد الكيميائية ذات التأثير النفسي بالإضافة إلى الأنشطة والتقنيات التي يمكن أن تنتج حالات متغيرة من الوعي مثل التأمل ، الحلم الواضح ، والتحفيز المغناطيسي عبر الجمجمة ، والكهربائية.
يوثق ارويد المواد القانونية وغير القانونية، بما في ذلك آثارها المقصودة والضارة. يتم جمع المعلومات على موقع ارويد على الويب من مصادر متنوعة بما في ذلك الأدبيات المنشورة والخبراء في المجالات ذات الصلة وتجارب عامة الناس. يعمل ارويد كناشر للمعلومات الجديدة بالإضافة إلى مكتبة لمجموعة المستندات والصور المنشورة في مكان آخر.

## التاريخ
تأسست ارويد في أبريل 1995 كشركة صغيرة. ظهر موقعها على الإنترنت بعد ستة أشهر. تم اختيار اسم «ارويد» ليعكس فلسفة التعليم المعلنة في المنظمة. عن طريق بروتو الهندو أوروبية الجذور اللغوية، «ارويد» يترجم تقريبا إلى «حكمة الأرض» (أي معنى «الأرض»، «الوجود» و «ان يولد» والمعنى الأوسع لها 'المعرفة' / 'الحكمة' أو الرؤية '.
في عام 2005، تم تشكيل المنظمة التعليمية غير الربحية «مركز ارويد». المنظمة مدعومة بالتبرعات، وموقعها خالي من الإعلانات. على الرغم من أن تركيزه الأساسي ينصب على موقع الويب، إلا أن مركز ارويد يوفر أيضًا البحث والبيانات عن المنظمات الأخرى التي تعمل على الحد من الضرر والصحة والتعليم .
يقع مقر المنظمة في شمال كاليفورنيا .
فاير ارويد  وايرث ارويد  هما لقبان لمنشئي الموقع. كلاهما يعمل بدوام كامل في المشروع، إلى جانب التحدث في المؤتمرات، وإنتاج أبحاث أصلية، والمساهمة في البحث المتولد . وفقًا للموقع، تتضمن رؤية المبدعين «عالمًا يعالج الأشخاص فيه المؤثرات العقلية باحترام ووعي؛ حيث يعمل الأشخاص معًا لجمع المعارف ومشاركتها بطرق تعزز فهمهم لأنفسهم، ويقدم نظرة ثاقبة للخيارات المعقدة التي يواجهها الأفراد والمجتمعات على حد سواء».
تتمثل مهمة مركز ارويد في توفير وتسهيل الوصول إلى معلومات موضوعية ودقيقة وغير حكمية حول النباتات ذات التأثير النفسي والمواد الكيميائية والتقنيات والقضايا ذات الصلة  وفقًا لإحدى الدراسات، «ارويد» هو مصدر موثوق به لمعلومات الأدوية - الإيجابية والسلبية على حد سواء"  وقد تم اقتباس ارويد على نطاق واسع من قبل مؤلفي الكتب،  المجلات العلمية والطبية،   الصحف الاخبارية، 
```
[
15
]
 المجلات، 
[
16
]
 
[
17
]
 صنّاع الأفلام، 
[
18
]
 البرامج الإذاعية والتلفزيونية، 
[
19
]
 
[
20
]
[
21
]
 
[
22
]
 مواقع الويب، 
[
23
]
 ومنتجون إعلاميون آخرون.
```

## المشاريع

### مكتبة على الإنترنت
تحتوي المكتبة على أكثر من 63000 وثيقة تتعلق بأكثر من 737 مؤثرًا نفسيًا ، تشمل الصور وملخصات الابحاث والملخصات، الأسئلة الشائعة ، مقالات إعلامية ، تقارير الخبرات، معلومات عن الكيمياء ، الجرعة، الآثار، القانون ، الصحة ، التقليدية والروحية الاستخدام واختبار المخدرات. حتى يوليو 2014، يزور الموقع أكثر من 17 مليون شخص كل عام.
يحتوي الموقع بشكل عام على مزيد من التفاصيل في الصفحات المدرجة تحت النباتات والمواد الكيميائية أكثر من الأقسام الأخرى. ليس لديها معلومات شاملة حول التأثيرات المحددة لمعظم الأدوية. قد تظهر مثل هذه المعلومات في مكان آخر على الموقع، حيث يمكن للمرء أن يقرأ عن ردود فعل الأفراد تجاه العديد من الأدوية.

### تجربة الصدوع
يسمح ارويد لزوار الموقع بتقديم وصف لتجاربهم الشخصية مع المواد ذات التأثير النفساني للمراجعة والنشر المحتمل. يشير الموقع إلى أنهم يرحبون بجميع وجهات النظر المتعلقة بالتجربة النفسية الشخصية، بما في ذلك الإيجابية والسلبية والحيادية. تتكون مجموعتهم من أكثر من 30.000 تقرير تم تحريره ومراجعته ونشره، بالإضافة إلى أنه لديهم 55.000 تقرير آخر غير منشور قيد المراجعة.

### بيانات المخدرات / اكستاسي داتا
يدير اكستاسي داتا وهو عبارة عن برنامج اختبار حبوب مخبري مستقل برعاية مشتركة من ايسومر ديزاين ودانس سيف ، والذي يراقب جودة النشوة الأمريكية في الشوارع.